# 허르커
허르커(헝가리어: harka)는 9세기-10세기 머저르인 부족들에서 사용한 작위다. 동로마 황제 콘스탄티노스 7세 포르피로옌니토스의 『제국행정론』에 따르면 허르커는 사법을 담당했다고 한다. 하지만 다른 문헌들에서는 허르커가 군사지도자였다고 하며, 예컨대 레히펠트 전투에서 패하고 붙잡혀 죽은 불추도 허르커였다. 확실히 10세기의 어느 순간이 되면 허르커와 줄러의 역할이 비슷해져서 허르커는 서쪽의 트란스다누비아, 줄러는 동쪽의 트란실바니아를 다스리는 식이 되었다. 후기 문헌들에서는 인명으로만 사용된다.